# میکائل آرامیانتس
میکائل آرامیانتس (ارمنی: Միքայել Արամյանց؛ ۴ مهٔ ۱۸۴۳ – 1923) یک کارآفرین و نیکوکار اهل ارمنستان بود.